# Bancroft (Dakota Południowa)
Bancroft – miasto w Stanach Zjednoczonych, w stanie Dakota Południowa, w hrabstwie Kingsbury.